# غرايم والتون
غرايم والتون (بالإنجليزية: Graeme Walton)‏ هو لاعب هوكي الجليد بريطاني، ولد في 14 يونيو 1981 في بلفاست في المملكة المتحدة.

## وصلات خارجية
- غرايم والتون على موقع EliteProspects.com (الإنجليزية)
- غرايم والتون على موقع Eurohockey.com (الإنجليزية)
- غرايم والتون على موقع HockeyDB.com (الإنجليزية)